# Nebulosa Pellicano
La Nebulosa Pellicano (anche nota come IC 5067/70) è una regione H II visibile nella costellazione del Cigno, vicino a Deneb (la coda del cigno e la sua stella più brillante); appartiene alla stessa nube molecolare gigante della vicina Nebulosa Nord America ed è facilmente fotografabile. La sua distanza è stimata attorno ai 600±50 parsec (1956±163 anni luce).
Al suo interno sono attivi fenomeni di formazione stellare, come testimoniato specialmente dalla presenza di oggetti HH; questi fenomeni riguardano principalmente stelle di piccola e media massa.

## Osservazione

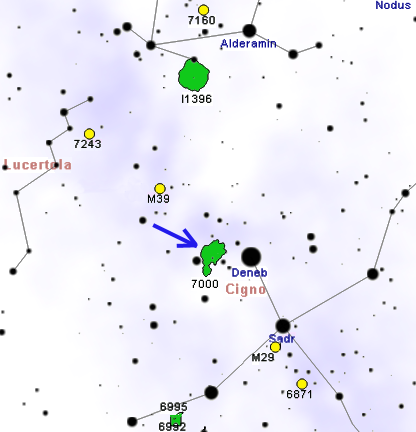
Mappa per l'individuazione delle nebulose Nord America e Pellicano.

La Nebulosa Pellicano, anche se più piccola e meno appariscente della vicina Nebulosa Nord America, appare con facilità in un telescopio amatoriale meno di un grado a sudovest di quest'ultima, da cui è separata da una banda oscura nota come LDN 935; fotografie eseguite con ingrandimenti via via maggiori consentono di rilevare sempre più particolari, sebbene se ne perda la visione d'insieme. Nonostante la sua luminosità, comunque, quest'oggetto resta al di fuori della portata della gran parte dei binocoli, ad eccezione di quelli più potenti. Grazie alla sua particolare forma, è uno degli oggetti nebulosi più noti e fotografati nell'emisfero nord.
La nebulosa si trova nell'emisfero celeste boreale a una declinazione molto settentrionale, presentandosi circumpolare dalle latitudini di città come Parigi e Vienna; la sua osservazione è pertanto molto facilitata per gli osservatori situati nell'emisfero boreale, dove si presenta generalmente molto alta nel cielo e addirittura allo zenit lungo il 44º parallelo nord. Dall'emisfero australe invece appare sempre piuttosto bassa sopra l'orizzonte settentrionale e diventa invisibile a sud del 46º parallelo sud. Il periodo più propizio per la sua osservazione nel cielo della sera è compreso fra i mesi di giugno e novembre, sebbene dalle regioni boreali questo periodo sia ancora più lungo.

## Caratteristiche

La regione del getto bipolare HH 555.

La nebulosa ricorda un pellicano, a causa di una nebulosa oscura che segna il bordo settentrionale dell'oggetto, facendolo così assomigliare ad un becco di pellicano; si tratta da un punto di vista astronomico di una nebulosa ad emissione, molto studiata a causa dei fenomeni di formazione stellare che avvengono al suo interno. A causa delle forti dinamiche dei suoi gas, la nebulosa varierà forma relativamente in fretta.
La Nebulosa Pellicano appartiene allo stesso complesso nebuloso molecolare della Nebulosa Nord America, una regione identificata con la sigla W58 o DR 27; la principale responsabile della ionizzazione dei gas di entrambe le nebulose è nota come 2MASS J205551.25+435224.6; si tratta di una sorgente particolarmente isolata situata oltre la banda oscura di LDN 935, ben visibile nella banda del vicino infrarosso, coincidente con una giovane stella blu di classe spettrale O5V. La sua posizione è particolarmente interessante poiché viene a trovarsi esattamente al centro geometrico del complesso nebuloso.
La regione di cielo in direzione delle nebulose Nord America e Pellicano presenta un gran numero di oggetti stellari giovani, come è testimoniato dalla presenza di stelle con emissioni nella banda dell'Hα, in particolare stelle T tauri, diverse centinaia di sorgenti infrarosse e oltre quaranta oggetti HH; fra questi, nella Nebulosa Pellicano spicca HH 555, ben evidente sul bordo orientale della parte rappresentante il "becco" del pellicano. HH 555 è un getto bipolare situato sulla punta di una struttura allungata a forma di proboscide che emerge dalla nube, con i getti deviati verso ovest probabilmente a causa dall'espansione della regione H II.

### Libri
- (EN) Stephen James O'Meara, Deep Sky Companions: Hidden Treasures, Cambridge University Press, 2007, ISBN 0-521-83704-9.
- Reipurth, B.; Schneider, N., Star Formation and Young Clusters in Cygnus, in Handbook of Star Forming Regions, Volume I: The Northern Sky ASP Monograph Publications, vol. 4, dicembre 2008,  p. 36. URL consultato il 18 settembre 2010. (versione in PDF)

### Carte celesti
- Tirion, Rappaport, Lovi, Uranometria 2000.0 - Volume I - The Northern Hemisphere to -6°, Richmond, Virginia, USA, Willmann-Bell, inc., 1987, ISBN 0-943396-14-X.
- Tirion, Sinnott, Sky Atlas 2000.0, 2ª ed., Cambridge, USA, Cambridge University Press, 1998, ISBN 0-933346-90-5.
- Tirion, The Cambridge Star Atlas 2000.0, 3ª ed., Cambridge, USA, Cambridge University Press, 2001, ISBN 0-521-80084-6.